# Peaky Blinders (série de televisão)
Peaky Blinders é uma série de televisão britânica de drama criada por Steven Knight. Situado em Birmingham, na Inglaterra, segue as façanhas da gangue criminosa Peaky Blinders logo após a Primeira Guerra Mundial. A gangue fictícia é vagamente baseada em uma gangue urbana de jovens reais de mesmo nome que esteve ativa na cidade de 1890 a 1910.
Ela apresenta um elenco liderado por Cillian Murphy, estrelando como Tommy Shelby, Helen McCrory como Elizabeth "Polly" Gray, Paul Anderson como Arthur Shelby e Joe Cole como John Shelby, os membros mais antigos da gangue. Tom Hardy, Sam Neill, Annabelle Wallis, Iddo Goldberg, Charlotte Riley, Paddy Considine, Adrien Brody, Aidan Gillen, Anya Taylor-Joy, Sam Claflin, James Frecheville e Stephen Graham têm papéis recorrentes. A série estreou em 12 de setembro de 2013, transmitida na BBC Two até a quarta temporada (com repetições na BBC Four), depois mudou-se para a BBC One para a quinta e sexta temporada.
A quinta temporada estreou na BBC One em 25 de agosto de 2019 e terminou em 22 de setembro de 2019. A Netflix, sob um acordo com a Weinstein Company e a Endemol, adquiriu os direitos de lançamento da série nos Estados Unidos e em todo o mundo. Em janeiro de 2021, foi anunciado que a sexta temporada seria a última, seguida por um filme derivado. A sexta temporada estreou com aclamação da crítica em 27 de fevereiro de 2022 e foi concluída em 3 de abril de 2022.

## Enredo
Os Peaky Blinders são uma organização criminosa de origem cigana que se passa na cidade de Birmingham, Inglaterra, em 1919, formada vários meses após o final da Primeira Guerra Mundial (1914–1918). A história é centrada na ambição do líder da gangue inglesa, Thomas "Tommy" Shelby (Cillian Murphy). A gangue chama a atenção do major irlandês, Chester Campbell (Sam Neill), um inspetor-chefe de polícia do Royal Irish Constabulary (RIC) de Belfast, Irlanda do Norte, enviado por Winston Churchill, sendo contratado para limpar a cidade do Exército Republicano Irlandês (IRA) (1919–1922), comunistas, gangues e criminosos comuns. Churchill ordenou Campbell eliminar as desordens e rebeliões em Birmingham, visando recuperar um esconderijo roubado de armas que deveria ser enviado para a Líbia Italiana (1934–1943).
Em 1921, a família Shelby expande sua organização criminosa no "Sul e Norte, mantendo uma fortaleza no coração de Birmingham." Em 1924, Tommy e sua família entram em situações mais perigosas à medida que os negócios se expandem novamente, envolvendo também organizações anticomunistas. Após ter que lidar com a greve geral no Reino Unido (1926) e disputas com a máfia ítalo-americana, Tommy torna-se membro do Parlamento Inglês em 1927. Dois anos depois, durante a Quinta-Feira Negra (1929) — precedendo posteriormente a Grande Depressão, a trama inicia-se com uma manifestação liderada pelo líder fascista inglês, Oswald Mosley.

## Elenco
- Cillian Murphy como Thomas 'Tommy' Shelby: o líder geral dos Peaky Blinders.
- Sam Neill como Chester Campbell (1ª-2ª temporadas): um major irlandês que foi enviado de Belfast.
- Helen McCrory como Polly (Elizabeth) Gray, nascida Shelby: a tia de Tommy e seus irmãos e tesoureira dos Peaky Blinders.
- Paul Anderson como Arthur Shelby, Jnr.: o irmão mais velho dos Shelbys.
- Annabelle Wallis como Grace Shelby, nascida Burgess (1º-3º temporada): uma ex-agente Irlandesa disfarçada. Primeira esposa de Thomas Shelby e mãe de seu filho Charles.
- Sophie Rundle como Ada Thorne, nascida Shelby: a única irmã dos Shelby's.
- Joe Cole como John Shelby (1ª-4ª temporadas): o terceiro irmão dos Peaky Blinders.
- Iddo Goldberg como Freddie Thorne (1ª temporada): um comunista conhecido que lutou na Grande Guerra; marido de Ada Shelby.
- Charlie Creed-Miles como Billy Kimber (1ª temporada): um chefão local que administra as corridas.
- Benjamin Zephaniah como Jeremiah: um pregador e amigo dos Peaky Blinders.
- Andy Nyman (1ª temporada), Richard McCabe (2ª temporada) e Neil Maskell (5ª temporada) como Winston Churchill.
- Tommy Flanagan como Arthur Shelby, Sr. (1ª temporada): o pai de Tommy e seus irmãos e irmão de Polly.
- Tom Hardy como Alfie Solomons (2ª temporada-presente): O líder de uma gangue judaica, em Camden Town.
- Noah Taylor como Darby Sabini (2ª temporada): O líder de uma gangue italiana em Camden Town.
- Charlotte Riley como May Carleton: uma viúva rica que possui cavalos de corrida.
- Aimee-Ffion Edwards como Esme Shelby, nascida Lee: esposa de John Shelby.
- Finn Cole como Michael Gray (2ª temporada-presente): o filho biológico de Polly Gray.
- Natasha O'Keeffe como Lizzie Shelby, nascida Stark: uma ex-prostituta que trabalha para Tommy como sua secretária. Ela é a segunda esposa de Tommy e mãe da sua filha Ruby.
- Packy Lee como Johnny Dogs: um amigo cigano de Tommy Shelby.
- Ned Dennehy como Charlie Strong: Dono de um estaleiro naval e figura de um tio para Tommy.
- Ian Peck como Curly: assistente de Charlie Strong e especialista em cavalos.
- Paddy Considine como Padre John Hughes (3ª temporada): Um padre trabalhando com a Seção D (Liga Econômica) no governo britânico.
- Alexander Siddig como Ruben Oliver (3ª temporada): um artista de em relacionamento amoroso com Polly Gray
- Gaite Jansen como a Princesa Tatiana Petrovna (3ª temporada): uma princesa russa.
- Jan Bijvoet como Grão-Duque Leon Petrovich Romanov (3ª temporada): o marido da grã-duquesa Izabella.
- Dina Korzun como Grã-Duquesa Izabella Petrovna (3ª temporada): tia da princesa Tatiana.
- Aidan Gillen como Aberama Gold (4ª-5ª temporada): um aliado da família Shelby e amante de Polly Gray.
- Adrien Brody como Luca Changretta (4ª temporada): um mafioso de Nova Iorque com uma vingança contra a família Shelby.
- Kate Phillips como Linda Shelby (4ª-5ª temporada): esposa cristã de Arthur Shelby.
- Charlie Murphy como Jessie Eden (4ª-5ª temporada): uma coordenadora sindical e amante de Tommy.
- Jack Rowan (4ª-5ª temporada) como Bonnie Gold: o filho lutador de boxe de Aberama Gold.
- Alfie Evans-Meese (1ª temporada) e Harry Kirton como Finn Shelby (2ª temporada-presente): o irmão mais novo dos Shelbys e membro da gangue.
- George Gwyther (3ª temporada) e Callum Booth-Ford (5ª temporada) como Karl Thorne: o único filho de Ada e Freddie.
- Jordan Bolger (2ª-4ª temporada) e Daryl McCormack (5ª temporada) como Isaiah Jesus: filho de Jeremias e membro dos Peaky Blinders
- Sam Clafin como Oswald Mosley (5ª temporada): um político fascista.
- Anya Taylor-Joy como Gina Gray (5ª temporada): esposa norte-americana de Michael.
- Kingsley Ben-Adir como Coronel Ben Younger (5ª temporada): um jovem coronel que investiga atividades políticasentre comunistas e fascistas. Possuía uma relação com Ada Thorne.
- Brian Gleeson como Jimmy McCavern (5ª temporada): líder dos Billy Boys, uma gangue protestante escocesa.
- Cosmo Jarvis como Barney (5ª temporada): um combatente da Grande Guerra que foi internado em um manicômio.
- Andrew Koji como Briliant Chang (5ª temporada): um criminoso chinês envolvido com ópio.

### Elenco recorrente
- Samuel Edward-Cook como Danny "Whizz-Bang" Owen (1ª temporada): um ex-amigo de Tommy que lutou na Grande Guerra.
- Tony Pitts como sargento/inspetor Moss (1ª temporada-4ª temporada): um policial de Birmingham.
- Kevin Metcalfe como Scudboat (1ª temporada): um escudeiro da gangue.
- Neil Bell como Harry Fenton (1ª temporada): o antigo proprietário do Pub Garrison.
- Lobo Chan como Mr Zhang (1ª temporada): um empresário chinês.
- Tom Vaughan-Lawlor como Malacki Byrne (1ª temporada): um membro do IRA.
- Isabelle Estelle Corbusier (1ª temporada) como Yasmin Lipscomb
- David Dawson como Roberts (1ª temporada): advogado de Billy Kimber.
- Jeffrey Postlethwaite (1ª-2ª temporada) como Henry, um escudeiro da gangue.
- Matthew Postlethwaite (1ª-2ª temporada) como Nipper, um escudeiro da gangue.
- Adam El Hagar como Ollie (2ª temporada): a mão direita de Alfie Solomons
- Henry Garrett como Clive Macmillan (2ª temporada): o primeiro marido de Grace Burgess.
- Sam Hazeldine como Georgie Sewell (2ª temporada): a mão direita de Derby Sabini.
- Paul Bullion como Billy Kitchen (2ª temporada): um homem que trabalhou como padeiro chefe para Tommy e Alfie.
- Rory Keenan como Donal Henry (2ª temporada): um espião que trabalhou contra o Tratado do IRA.
- Simone Kirby como Irene O'Donnell (2ª temporada): uma membra do Tratado do IRA que trabalhava para Campbell.
- Wanda Opalinska como Rosemary Johnson (2ª e 4ª temporada): mãe adotiva de Michael Gray, a quem chamava de Henry.
- Daniel Fearn como rei Maine (2ª e 4ª temporada): um treinador de boxe de Birmingham.
- Josh O'Connor como James (2ª temporada): um amigo e companheiro de casa de Ada Thorne.
- Dorian Lough como Mario (2ª temporada): dono do Eden Club, administrado por Sabini.
- Stephanie Hyam como Charlotte Murray (3ª temporada): namorada por breve período de Michael Gray
- Kenneth Colley como Vicente Changretta (3ª temporada): pai de Luca e Angelo Changretta.
- Bríd Brennan como Audrey Changretta (3ª-4ª temporada): a mãe de Luca Changretta e esposa de Vicente.
- Frances Tomelty como Bethany Boswell (3ª temporada): uma velha e sábia cigana.
- Richard Brake como Anton Kaledin (3ª temporada): um refugiado russo.
- Alex Macqueen como Patrick Jarvis MP (3ª temporada): um membro do Parlamento que trabalha em parceria com o Padre Hughes.
- Ralph Ineson como Connor Nutley (3ª temporada): um trabalhador da fábrica de Lancaster.
- Peter Bankole como William Letso (3ª temporada): um tuneleiro sul-africano e amigo de Tommy.
- Richard Dillane como General Curran (3ª temporada): um tio de Grace Burgess.
- Dominic Coleman como Padre (3ª temporada)
- Wendy Nottingham como Mary (3ª temporada): dona-de-casa responsável pela casa de Tommy.
- Billy Marwood (3ª temporada) e Jenson Clarke (4ª-5ª temporada) como Charles Shelby: filho de Tommy Shelby e Grace.
- Luca Matteo Zizzari como Matteo (4ª temporada): um dos capangas de Luca Changretta.
- Jake J. Meniani como Frederico (4ª temporada): um dos capangas de Luca Changretta.
- Graeme Hawley como Niall Devlin (4ª temporada): um homem que trabalha na Companhia Shelby Ltda.
- Pauline Turner como Frances (4ª temporada): dona-de-casa responsável pela casa de Tommy.
- Donald Sumpter como Arthur Bigge, 1º Barão de Stamfordham (4ª temporada): Secretário Privado do Rei.
- Jamie Kenna como Billy Mills (4ª temporada): um antigo campeão de boxe que trabalha na Companhia Shelby Ltda.
- Joseph Long como Chef (4ª temporada)
- Andreas Muñoz como Antonio (4ª temporada): um assassino italiano que trabalha na casa de Tommy como sub-chefe.
- Ethan Picard-Edwards como Billy Shelby (4ª temporada): o primeiro filho de Arthur e Linda.
- Dave Simon (4ª-5ª temporada) como Mulchay
- Emmett J. Scanlan (5ª temporada) como Billy Grade, um ex-jogador de futebol que virou cantor e aliado dos Peaky Blinders.
- Heaven-Leigh Clee (5ª temporada) como Ruby Shelby, a filha de Tommy e Lizzie.
- Elliot Cowan (5ª temporada) como Michael Levitt, um jornalista de Birmingham.
- Peter Campion (5ª temporada) como Mickey Gibbs, barman do Garrison Pub.
- Charlene McKenna (5º temporada) como Capitã Swing, uma líder do IRA em Belfast.
- Tim Woodward (5º temporada) como Lorde Suckerby, um Juiz da Alta Corte.

## Episódios
| Temporada | Temporada | Episódios | Episódios | Originalmente exibido   | Originalmente exibido  | Originalmente exibido | Audiência (em milhões) |
| Temporada | Temporada | Episódios | Episódios | Estreia da temporada    | Final da temporada     | Emissora              | Audiência (em milhões) |
| --------- | --------- | --------- | --------- | ----------------------- | ---------------------- | --------------------- | ---------------------- |
|           | 1         | 6         | 6         | 12 de setembro de 2013  | 17 de outubro de 2013  | BBC Two               | 2.38                   |
|           | 2         | 6         | 6         | 2 de outubro de 2014    | 6 de novembro de 2014  | BBC Two               | 2.18                   |
|           | 3         | 6         | 6         | 5 de maio de 2016       | 9 de junho de 2016     | BBC Two               | 2.85                   |
|           | 4         | 6         | 6         | 15 de novembro de 2017  | 20 de dezembro de 2017 | BBC Two               | 4.05                   |
|           | 5         | 6         | 6         | 25 de agosto de 2019    | 22 de setembro de 2019 | BBC One               | 7.20                   |
|           | 6         | 6         | 6         | 27 de fevereiro de 2022 | 3 de abril de 2022     | BBC One               | ASA                    |

## Produção

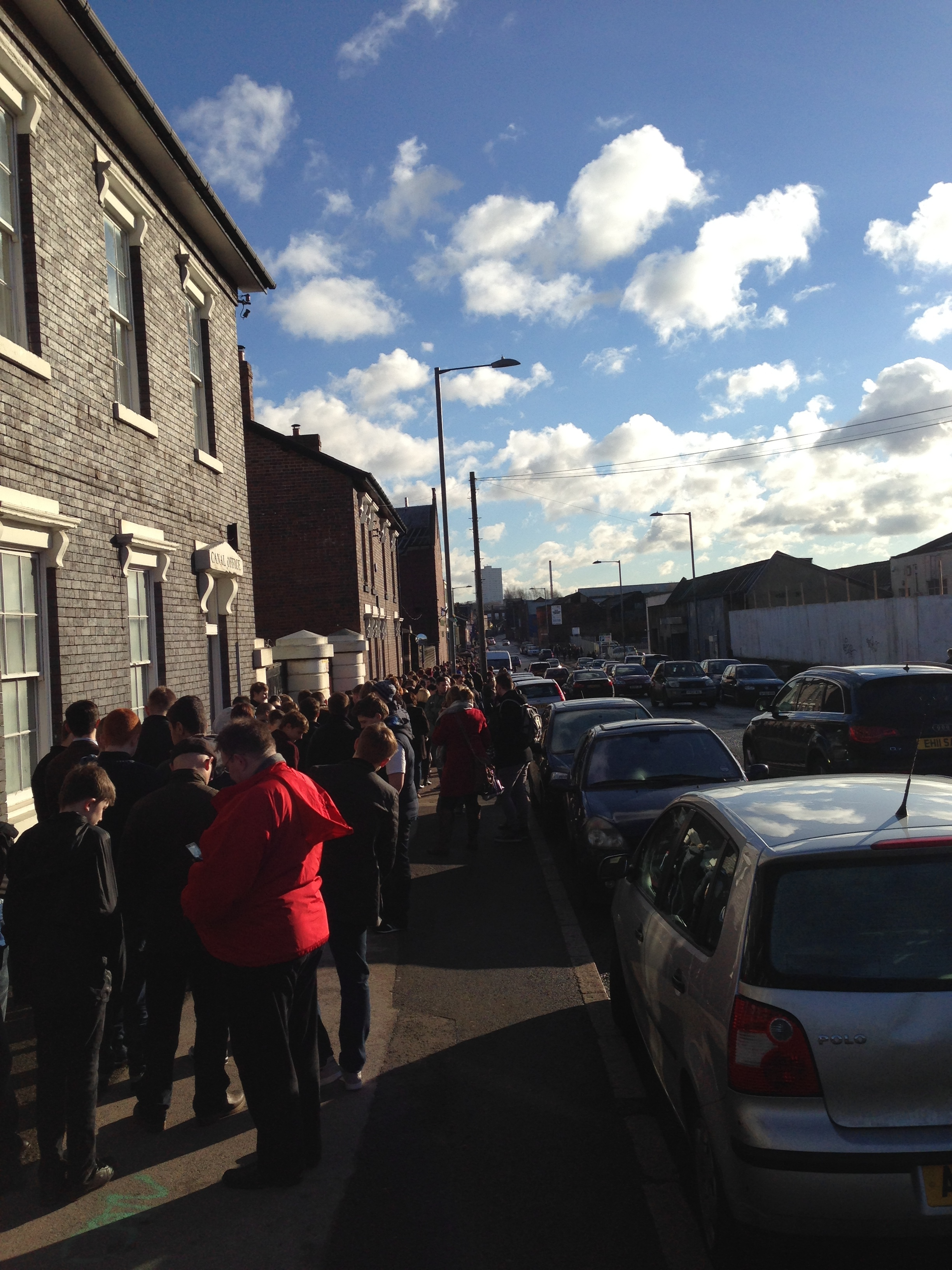
Fila de candidatos para figurantes da segunda temporada em Birmingham

Peaky Blinders foi criado por Steven Knight, e na primeira temporada dirigido por Otto Bathurst e produzido por Katie Swinden. Os escritores são listados como Steven Knight, Stephen Russell e Toby Finlay.
A Screen Yorkshire forneceu financiamento para a produção através do Yorkshire Content Fund, garantindo que a maior parte da série fosse filmado em Yorkshire como parte do acordo. A série foi filmada em Birmingham, Bradford, Dudley, Leeds, Liverpool e Port Sunlight. Sequências ferroviárias foram filmadas entre Keighley e Damems, usando carruagens do Ingrow Museum of Rail Travel (de propriedade da Vintage Carriages Trust), e carruagens de propriedade do Lancashire and Yorkshire Railway Trust. Muitas das cenas da série foram filmadas no Black Country Living Museum.
Nascido no Ulster e criado na Nova Zelândia, Sam Neill contou com a ajuda dos atores da Irlanda do Norte James Nesbitt e Liam Neeson para influênciá-lo a recuperar seu sotaque da Irlanda do Norte perdido para o papel do Inspetor Campbell. No final, ele teve que suavizar o sotaque, já que a série está sendo comercializada nos Estados Unidos. De forma polêmica, a produção não contratou linguistas para ajudar na série, o que levou ao fato dos ciganos falarem frequentemente um romeno quebrado (em contrapartida ao romani).
Uma segunda temporada começou a ser gravada logo após a transmissão da primeira e foi ao ar em outubro e novembro de 2014. Em 11 de janeiro de 2014, as audições foram realizadas na área de Digbeth de Birmingham (perto de onde partes da série são realizadas) para figurantes adolescentes masculinos brancos e mestiços, resultando em longas filas.
Pouco depois do episódio final da segunda série, o programa anunciou através de sua conta no Twitter que havia sido renovado para uma terceira temporada. Em 5 de outubro de 2015, a conta oficial do Peaky Blinders no Twitter anunciou que as filmagens haviam começado para a temporada 3. Estas terminaram em 22 de janeiro de 2016, após 78 dias de gravações.
Durante a transmissão inicial da 3ª temporada, a BBC renovou Peaky Blinders para as temporadas 4 e 5, cada uma das quais composta por seis episódios. As filmagens para a 4ª temporada começaram em março de 2017 e ela estreou em 15 de novembro de 2017 na BBC Two. A quarta temporada não incluiu a The Weinstein Company ou seu logotipo em seus créditos, embora a empresa estivesse anteriormente envolvida na distribuição da série nos Estados Unidos.
A BBC encomendou uma quinta temporada em meados de 2016. Em 22 de agosto de 2018, foi confirmado que a 5ª temporada seria transmitida pela BBC One. Já tendo estreado para um público selecionado no Birmingham Town Hall em 18 de julho de 2019, a série começou a ser exibida na BBC One em 25 de agosto de 2019.
Em 5 de maio de 2018, Steven Knight disse ao jornal Birmingham Press Club que "estamos definitivamente fazendo seis [temporadas] e provavelmente faremos sete". Knight indicou que, uma vez que a série esteja completa, um filme ou spin-off pode acontecer. Durante 2020, rumores surgiram ligando o comediante Rowan Atkinson a série para o papel de Adolf Hitler na 6ª temporada, mas os produtores negaram o envolvimento dizendo que a notícia é "completamente falsa".
Em 18 de janeiro de 2021, foi anunciado que a sexta temporada, que acabava de começar a ser filmada, seria a última série de televisão de Peaky Blinders; embora Knight tenha revelado que "a história continuará em outra forma".

## Recepção
Peaky Blinders foi aclamada pela crítica, especialmente por sua escrita, atuação, visual e cinematografia elegante. David Renshaw do The Guardian resumiu a série como um "conto fascinante e acelerado dos gângsteres de Birmingham pós-primeira guerra mundial", elogiando Murphy como o "Tommy Shelby sempre tão legal" e o resto do elenco por suas "atuações poderosas." Sarah Compton do The Daily Telegraph deu à série uma classificação de 4/5, elogiando-a por sua originalidade e "pegando todas as nossas expectativas e confundindo-as." Alex Fletcher da Digital Spy acredita que "Peaky Blinders começou afiado como um dardo," enquanto Den of Geek chamou a série de "o drama da BBC mais inteligente, estiloso e cativante dos últimos anos". O crítico do Cult TV Times, Hugh David, disse que o programa "merece o faturamento" por "conseguir marcar várias caixas de classificação - drama de época, épico de gângster, protagonistas de estrelas de cinema - e ainda ir contra a corrente com as maneiras mais interessantes."
A série foi particularmente celebrada por sua cinematografia elegante e performances carismáticas, bem como por lançar um olhar sobre uma parte da história da Inglaterra raramente explorada na televisão. Os historiadores estão divididos sobre se trazer personagens e eventos de outras décadas para uma história da década de 1920 abala as reivindicações de precisão histórica ou se a vida da classe trabalhadora no período é, no entanto, retratada de forma verdadeira e ressonante. As críticas à segunda temporada permaneceram positivas, com Ellen E. Jones do The Independent comentando que "Peaky Blinders agora pode se orgulhar de vários outros atores de renome para complementar o excelente trabalho de Cillian Murphy, Helen McCrory e Sam Neill", referindo-se as adições à série de Tom Hardy e Noah Taylor.
Vários críticos compararam favoravelmente o show à série americana Boardwalk Empire, que compartilha os mesmos temas e contexto histórico. O roteirista da série, Steven Knight, declarou em uma entrevista anterior: "Você sabe - e não estou apenas dizendo isso - mas nunca os assisti. Nunca vi The Wire, nunca vi Boardwalk Empire, eu nunca vi nenhum deles." Quando questionado se ele deliberadamente evitou assistir a esses dramas, ele respondeu: "É uma espécie de deliberado, porque eu realmente não quero olhar para o trabalho de outras pessoas porque isso afeta o que você faz inevitavelmente." Em 2 de março de 2016 , Knight disse ao Crime Scene Quarterly: "Recebi comunicados não solicitados de Michael Mann, o diretor de cinema, de Dennis Lehane, Snoop Dogg - ele é um grande fã. E o falecido David Bowie era um grande fã - mais disso está por vir" (sugerindo fortemente o envolvimento de Bowie na 3ª temporada). Mais tarde, foi confirmado que a música de David Bowie seria apresentada, e Leonard Cohen também havia escrito uma nova música para a temporada 3.

## Impacto cultural
De acordo com o Office for National Statistics (ONS), Peaky Blinders teve um impacto cultural detectável no Reino Unido. Em 2018, o nome Arthur subiu para o top 10 de nomes masculinos pela primeira vez desde 1920, e Ada saltou para o top 100 feminino pela primeira vez em um século também. A suposição do ONS é que a popularidade desses nomes foi inspirada nos personagens Arthur Shelby Jr. e Ada Thorne.
Em agosto de 2020, um videogame baseado na série de televisão foi desenvolvido pela Curve Digital e lançado para Xbox One, PlayStation 4, Nintendo Switch e para computadores domésticos via Steam. Projetado como um jogo de aventura e quebra-cabeça, ele atua como uma prequela dos eventos da série, ambientados pouco antes da estreia da primeira série, e se concentra na ascensão de Tommy Shelby para se tornar o líder da Família Shelby, enquanto ele tenta frustrar a tentativa de que alguém acabe com a gangue. O jogo recebeu feedback positivo dos críticos por ambientar o cenário e os personagens da série de televisão e adicionar um toque único à resolução de quebra-cabeças.

## Prêmios e nomeações
| Temporada | Prêmio                                                    | Categoria                                                               | Nomeação                                                                                             | Resultado |
| --------- | --------------------------------------------------------- | ----------------------------------------------------------------------- | --- | --------- |
| 1         | BAFTA Television Craft Awards                             | Melhor Diretor: Ficção                                                  | Otto Bathurst                                                                                        | Venceu    |
| 1         | BAFTA Television Craft Awards                             | Melhor Música Original Televisiva                                       | Martin Phipps                                                                                        | Indicado  |
| 1         | BAFTA Television Craft Awards                             | Melhor Fotografia e Luz: Ficção                                         | George Steel                                                                                         | Venceu    |
| 1         | BAFTA Television Craft Awards                             | Melhor Design de Produção                                               | Grant Montgomery                                                                                     | Indicado  |
| 1         | BAFTA Television Craft Awards                             | Melhor Trilha Sonora: Ficção                                            | Stuart Hilliker, Brian Milliken, Matthew Skelding, Lee Walpole                                       | Indicado  |
| 1         | BAFTA Television Craft Awards                             | Melhores Efeitos Especiais                                              | Bluebolt (VFX), Rushes (Colorista)                                                                   | Indicado  |
| 1         | Biarritz International Festival of Audovisual Programming | Melhor Ator em uma Série de TV ou Seriado                               | Cillian Murphy                                                                                       | Venceu    |
| 1         | Biarritz International Festival of Audovisual Programming | Melhor Atriz em uma Série de TV ou Seriado                              | Helen McCrory                                                                                        | Venceu    |
| 1         | Biarritz International Festival of Audovisual Programming | Melhor Trilha Sonora em uma Série de TV ou Seriado                      | Martin Phipps                                                                                        | Venceu    |
| 1         | Crime Thriller Awards UK                                  | Melhor Atriz Coadjuvante                                                | Helen McCrory                                                                                        | Indicado  |
| 1         | RTS Programme Awards                                      | Melhor Série de Drama                                                   | "equipe de produção"                                                                                 | Venceu    |
| 1         | RTS Craft & Design Awards                                 | Melhor Design: Drama                                                    | Stephanie Collie                                                                                     | Venceu    |
| 1         | RTS Craft & Design Awards                                 | Melhor Maquiagem: Drama                                                 | Loz Schiavo                                                                                          | Indicado  |
| 1         | RTS Craft & Design Awards                                 | Melhor Design de Produção: Drama                                        | Grant Montgomery                                                                                     | Indicado  |
| 1         | RTS Craft & Design Awards                                 | Prêmios dos Juízes                                                      | "equipe de produção"                                                                                 | Venceu    |
| 1         | Televisual Bulldog Awards                                 | Melhor Drama ou Seriado                                                 | "equipe de produção"                                                                                 | 2º lugar  |
| 2         | BAFTA Television Awards                                   | Melhor Série de Drama                                                   | "equipe de produção"                                                                                 | Indicado  |
| 2         | BAFTA Television Craft Awards                             | Melhor Maquiagem e Cabelo                                               | Loz Schiavo                                                                                          | Indicado  |
| 2         | BAFTA Television Craft Awards                             | Melhores Fotografias e Luzes: Ficção                                    | Simon Dennis                                                                                         | Indicado  |
| 2         | BAFTA Television Craft Awards                             | Melhor Design de Produção                                               | Grant Montgomery                                                                                     | Indicado  |
| 2         | IFTA Film and Television Awards                           | Melhor Ator Principal em uma Série de Drama                             | Cillian Murphy                                                                                       | Indicado  |
| 2         | IFTA Film and Television Awards                           | Melhor Figurino                                                         | Lorna Marie Mugan                                                                                    | Venceu    |
| 2         | IFTA Film and Television Awards                           | Melhor Diretor: Série de Drama                                          | Colm McCarthy                                                                                        | Indicado  |
| 2         | RTS Programme Awards                                      | Melhor Série de Drama                                                   | "equipe de produção"                                                                                 | Indicado  |
| 2         | RTS Craft & Design Awards                                 | Melhor Fotografia: Drama                                                | Simon Dennis                                                                                         | Indicado  |
| 2         | Writers' Guild of Great Britain Awards                    | Melhor Drama de TV                                                      | Steven Knight                                                                                        | Indicado  |
| 3         | National Television Awards                                | Melhor Série Dramática de Época                                         | "equipe de produção"                                                                                 | Indicado  |
| 3         | National Television Awards                                | Melhor Atuação em Drama                                                 | Cillian Murphy                                                                                       | Indicado  |
| 3         | Irish Film and Television Awards                          | Melhor Ator Principal em Série de Drama                                 | Cillian Murphy                                                                                       | Venceu    |
| 4         | BAFTA Television Awards                                   | Melhor Série de Drama                                                   | "equipe de produção"                                                                                 | Venceu    |
| 4         | BAFTA Television Craft Awards                             | Melhor Figurino                                                         | Alison McCosh                                                                                        | Indicado  |
| 4         | BAFTA Television Craft Awards                             | Melhor Edição: Ficção                                                   | Dan Roberts (episódio 5)                                                                             | Indicado  |
| 4         | BAFTA Television Craft Awards                             | Melhor Maquiagem e Penteados                                            | Loz Schiavo                                                                                          | Indicado  |
| 4         | BAFTA Television Craft Awards                             | Melhor Trilha Sonora: Ficção                                            | Forbes Noonan, Ben Norrington, Jim Goddard, Grant Bridgeman                                          | Indicado  |
| 4         | BAFTA Television Craft Awards                             | Melhor Escritor: Drama                                                  | Steven Knight                                                                                        | Indicado  |
| 4         | TV Choice Awards                                          | Melhor Série de Drama                                                   | "equipe de produção"                                                                                 | Venceu    |
| 4         | TV Choice Awards                                          | Melhor Ator                                                             | Cillian Murphy                                                                                       | Venceu    |
| 4         | TV Choice Awards                                          | Melhor Atriz                                                            | Helen McCrory                                                                                        | Indicado  |
| 5         | Cinema Audio Society Awards                               | Conquista notável em mixagem de som para séries de televisão - uma hora | Stu Wright, Nigel Heath, Brad Rees, Jimmy Robertson, Oliver Brierley, Ciaran Smith (por "Mr. Jones") | Indicado  |